# Aleksejs Saveļjevs
Aleksejs Saveļjevs (Riga, 30 de enero de 1999) es un futbolista letón que juega de centrocampista en el F. C. Gloria Buzău de la Liga I.

## Selección nacional
Fue internacional sub-17 y sub-19 con la selección de fútbol de Letonia, y en la actualidad es internacional sub-21, además de haber ido convocado con la absoluta.

## Clubes
| Club                  | País     | Año       |
| --------------------- | -------- | --------- |
| SK Babīte             | Letonia  | 2017      |
| Švyturys Marijampolė  | Lituania | 2017      |
| Hellas Verona         | Italia   | 2017-2020 |
| Rende Calcio (cedido) | Italia   | 2020      |
| Mantova 1911          | Italia   | 2020-2021 |
| Riga F. C.            | Letonia  | 2021-2022 |
| F. K. Auda (cedido)   | Letonia  | 2022      |
| F. K. Auda            | Letonia  | 2023-2024 |
| F. C. Gloria Buzău    | Rumania  | 2025-     |